# شهرستان اوپسالا
شهرستان اوپسالا (به سوئدی: Uppsala län) یکی از شهرستان‌های کشور سوئد است که در سواحل شرقی این کشور واقع شده است و با استان‌های استکهلم، سودرمانلاند، وستمانلاند، گولبوری و دریای بالتیک مرز مشترک دارد.
مرکز این شهرستان شهر اوپسالا است.